# Henryk Pytel
Henryk Pytel (* 15. September 1955 in Sosnowiec; † 27. Januar 2024) war ein polnischer Eishockeyspieler, der in seiner aktiven Zeit von 1974 bis 1991 unter anderem für den EV Landshut und die polnische Nationalmannschaft gespielt hat.

## Karriere
Pytel war über viele Jahre einer der dominanten Spieler bei seinem Heimatverein Zagłębie Sosnowiec und in der polnischen Nationalmannschaft. Nachdem er mit seiner Vereinsmannschaft viermal in Folge die polnische Meisterschaft gewonnen hatte und an den Olympischen Winterspielen 1976 in Innsbruck und 1980 in Lake Placid teilgenommen hatte, durfte er nach Deutschland wechseln.
Ab der Saison 1983/84 spielte er für den EV Landshut und nahm in dieser Saison für sein Heimatland an den Olympischen Winterspielen 1984 in Sarajewo teil. Mit 35 Toren war er der erfolgreichste Torschütze in seiner ersten Bundesliga-Saison. Nach drei Jahren in Landshut wechselte er zur Saison 1986/87 zum ESC Wolfsburg, wo er gemeinsam mit Stanisław Klocek das gefährlichste Angriffsduo der Liga bildete und dem Team zum Aufstieg verhalf. Er wechselte danach zum EV Pfronten. Nach vier Jahren Oberliga-Eishockey im Allgäu beendete er seine aktive Karriere.